# Homer vs. The Eighteenth Amendment
«Homer vs. the Eighteenth Amendment» (рус. Гомер против восемнадцатой поправки) — восемнадцатый эпизод восьмого сезона мультсериала «Симпсоны». Впервые вышел в эфир 16 марта 1997 года.

## Сюжет
В Спрингфилде праздник — День Святого Патрика. Все носят зелёную одежду, а в Спрингфилде проходит парад. Но происходит инцидент — бесплатное пиво от платформы «Дафф» случайно попадет в трубу Барта, который дудел, пугая граждан, и тот нечаянно пьянеет. Некоторые граждане под предводительством Мод Фландерс и Хелен Лавджой идут к мэру Куимби и требуют принятия «сухого закона». Оказалось, что такой закон действует на протяжении 200 лет, просто его никто не соблюдал. Закон вступает в силу, от чего в обморок падает добрая половина жителей города.
К счастью, несмотря даже на закрытие пивоваренного завода «Дафф» через полчаса после этих событий, любители выпить не пропали — Спрингфилдская мафия завозит алкоголь контрабандой, а привозится он в «Таверну Мо», удачно переименованную в зоомагазин. Но, к несчастью, противники алкоголя (во главе с Мод и Хелен) находят их и там, а когда шеф Виггам пытается исправить ситуацию со стороны алкоголиков, на пост шефа полиции назначают злого и непримиримого Рэкса Бэннера, который к тому же абсолютно неподкупный.
Но Гомер не собирается так просто сдаваться. Вместе с Бартом он придумывает гениальный план, как обеспечить город выпивкой. Они находят закопанные после вступления в силу закона бочки с пивом, после чего заполняют пивом шары для боулинга. В боулинг-клубе Гомер специально промахивается… и шары с выпивкой скатываются по жёлобу прямо в «Таверну Мо»! Дела идут отлично, и Гомер неплохо зарабатывает на продаже, а Бэннер так и не может поймать его.
Но однажды пиво со склада заканчивается, и Гомер с Бартом решают сами делать пиво, купив 42 ванны для своих экспериментов. Но со временем пиво начинает взрываться, и Мардж говорит Гомеру, чтобы он завершил свою преступную деятельность. По дороге Гомер встречает вконец измученного Виггама, жизнь которого испортилась с приходом Бэннера. Гомер решает помочь ему, разыграв, будто именно Виггам, а не Бэннер, поймал Гомера на месте преступления. Виггама восстанавливают в должности, а вот Гомера… По закону его должны катапультировать из старой гигантской катапульты. Но Мардж выступает с речью о том, что сухой закон посягает на свободу людей и их «право пить». В конце концов Бэннера катапультируют из той же самой катапульты, а в рукописи указывается, что закон был принят 200 лет назад… а отменен 199 лет назад! Поэтому Гомера освобождают, а Жирный Тони за четыре минуты наполняет город выпивкой.

## Интересные факты
- Эйб Симпсон и престарелые — не пьяные и они не любят пить пиво.

## Культурные отсылки
Эпизод пародирует сериал 1959 года "Неприкасаемые", персонаж Рекса Баннера основан на образе Элиота Несса в исполнении Роберта Стэка, голос рассказчика пародирует Уолтера Уинчелла. Рекс Баннер разговаривает со своими подчинёнными в закусочной, сошедшей с картины Эдварда Хоппера «Полуночники».